# Belén López Morales
Belén López Morales (Rota, província de Cadis, 6 de març de 1992) és una ciclista espanyola. Professional des del 2009, actualment milita a l'equip Massi Tactic UCI Women Team. Ha combinat la carretera amb el ciclisme en pista.

## Palmarès en ruta
- 2005
  - 1a a la Copa d'Espanya sub-23
- 2006
  - 1a a la Copa d'Espanya sub-23
- 2011
  - 1a al Gran Premi San Isidro
- 2013
  - 1a a la Copa d'Espanya
  - 1a a l'Emakumeen Aiztondo Sari Nagusia
  - 1a a la Clàssica de la Muntanya Palentina
- 2014
  - 1a a la Copa d'Espanya
  - 1a al Trofeu Govern de la Rioja
- 2015
  - 1a a la Copa d'Espanya
  - 1a a la Volta a Burgos femenina i 1 etapa

## Palmarès en pista
- 2002
  -  Campiona d'Espanya en Velocitat
  -  Campiona d'Espanya en Keirin
- 2003
  -  Campiona d'Espanya en Velocitat
  -  Campiona d'Espanya en Keirin